# Arteria cigomático-orbitaria
La arteria cigomático-orbitaria es una arteria que se origina en la arteria temporal superficial. También puede originarse como rama de la arteria temporal media. No presenta ramas.

## Trayecto
Discurre a lo largo del borde superior del arco cigomático, entre las dos capas de la fascia temporal, hacia el ángulo lateral de la órbita. Irriga el músculo orbicular de los ojos y se anastomosa con las ramas lagrimal y palpebrales de la arteria oftálmica (arteria lagrimal y arterias palpebrales mediales, respectivamente).

## Distribución
Distribuye la sangre hacia el músculo orbicular de los ojos, hacia la porción lateral de la órbita.